# LM-33
LM-33（ロシア語: ЛМ-33）は、かつてソビエト連邦（現：ロシア連邦）のレニングラード市電（現：サンクトペテルブルク市電）で使用されていた路面電車車両。同型の付随車であるLP-33（ЛП-33）と共に同市電初の量産型ボギー車として1933年から製造され、その開発の経緯から「アメリカ人」（«Американка»）と言う愛称で呼ばれていた。

## 概要
1930年代初頭、サンクトペテルブルク市電で大きな課題となっていたのは輸送力の増強であった。従来、市電で使用されていた車両のほとんどは小型の2軸車であったが、年々増え続ける利用客に対応するには不十分だった。そこで、輸送力に加え快適性を高める抜本的な解決策を求め、レニングラードの技術者たちは海外の路面電車の視察を実施した。その中で注目を集めたのが、アメリカ合衆国で普及していたピーター・ウィット・カーと呼ばれる路面電車であった。
ピーター・ウィット・カーはかつてアメリカに存在したクリーヴランド鉄道で考案された路面電車車両の形態で、中央に設置された扉から乗車し前方の扉から降車するという形で乗客の流動性の向上を図り混雑を解消した大型ボギー車である。この車両を基に開発が行われ、1933年から製造が始まったのがLM-33およびLP-33である。
LM-33は主電動機や制御装置、集電装置等を有し運転台が設置された電動車、LP-33はLM-33の後方に連結される運転台がない付随車であった。双方とも全長は15,000 mm、車幅は2,600 mmで、従来の2軸車と比べて定員数は2倍に増加し、製造当初はソビエト連邦のみならずヨーロッパ全体でも屈指の大型路面電車車両だった。設計当初は車体幅を2,900 mmとする構想も存在したが、その際にはレニングラード市電の路線の改良や橋梁の新設など大規模な施設改修に多額の費用が必要となるため却下された。
アメリカのピーター・ウィット・カーは扉が前方・中央の2箇所のみであったが、LM-33およびLP-33は後方にも扉があり、中央扉から乗車した乗客は車掌台に待機する車掌に運賃を支払い、前後の扉から降車する流れになっていた。これにより、従来の2軸車に比べて乗客の流動性が増した。初期のLM-33の2両は終端にループ線が存在しない系統での運用を考慮し両側面に乗降扉が設置された一方、3両目・4両目の車両はアメリカのピーター・ウィット・カーと同様に右側面の前方・中央に扉が存在したが、双方とも効率の悪さが指摘された結果5両目以降の扉配置は右側3箇所で定着した経緯を持つ。この扉配置は戦後に製造されたボギー車にも受け継がれた。車内の座席は中央部の扉を挟んで前方にはロングシート、後方にはクロスシートが配置されており、手荷物を有する客や長距離を乗車する客は主にロングシートを利用した。
製造当初の形式名は「アメリカ(America)」を意味する「А」が記載された「MA（МА）」（電動車）、「PA（ПА）」（付随車）であったが、冷戦によりソ連がアメリカ合衆国と敵対関係になった関係から、後年に「レニングラード（Ленинградский）」を意味する「L（Л）」と製造初年の下2桁を用いた「LM-33（ЛМ-33）」「LP-33（ЛП-33）」に変更された。

## 運用
1933年に作られた試作車はレニングラード市電の中央修理工場（Центральных вагоноремонтных мастерских）で製造されたが、設備が量産に適していなかった事から、チュグンナヤ通りで建設が進んでいた車両修理工場（→ペテルブルク路面電車機械工場）を路面電車製造に用いる事が決まり、1934年の工場稼働と共に量産が開始された。製造は1939年まで続けられ、総生産数はLM-33（←MA）が232両、LP-33（←PA）が262両だった。
LM-33とLP-33による2両編成に加え、LP-33を更に増結した3両編成の運転も行われ、地下鉄が未開業であった時代にはその定員数を活かして市電の輸送力増強に大きく貢献した。第二次世界大戦中に勃発したレニングラード包囲戦の際には一部車両の内装が改造され負傷した兵士や市民の輸送に使われた一方、戦災により修復不能な被害を受けた車両については全金属製の車体を有するLM-47・LP-47に改造された。戦後もレニングラード市電を代表する電車として長期に渡って活躍したが、最初の車両が登場して46年目の1979年3月18日に実施されたさよなら運転をもって営業運転から引退した。
この最終列車に使用されたLM-33（4275）とLP-33（4454）は開業当初の塗装への復元が行われ、引退後も歴史的な車両として車庫に保管された。そして1997年、レニングラード市電改めサンクトペテルブルク市電が開通90周年を迎えた事を機に、老朽化した部品や機器の交換を始めとした大規模な改造工事が実施され、2020年現在も動態保存されている。

## その他
サンクトペテルブルク市電では2019年11月から中央通り（центральным улицам）沿いを走る観光系統のT1号線の運行を実施している。この運用に際して2007年から2008年にかけて製造された路面電車車両（LM-99）の一部車両に対し、LM-33を模した新造車体への更新が実施されている。車体こそ一部に木が用いられたレトロな外見を有するが、車内はwi-fi通信への対応や充電用のUSBコネクタの設置など最新技術への対応が行われている。